# Manon Dancourt
Marie-Anne-Armande Carton (* 1684; † 1745), bekannt als Manon Dancourt, war eine französische Schauspielerin.

## Biographie

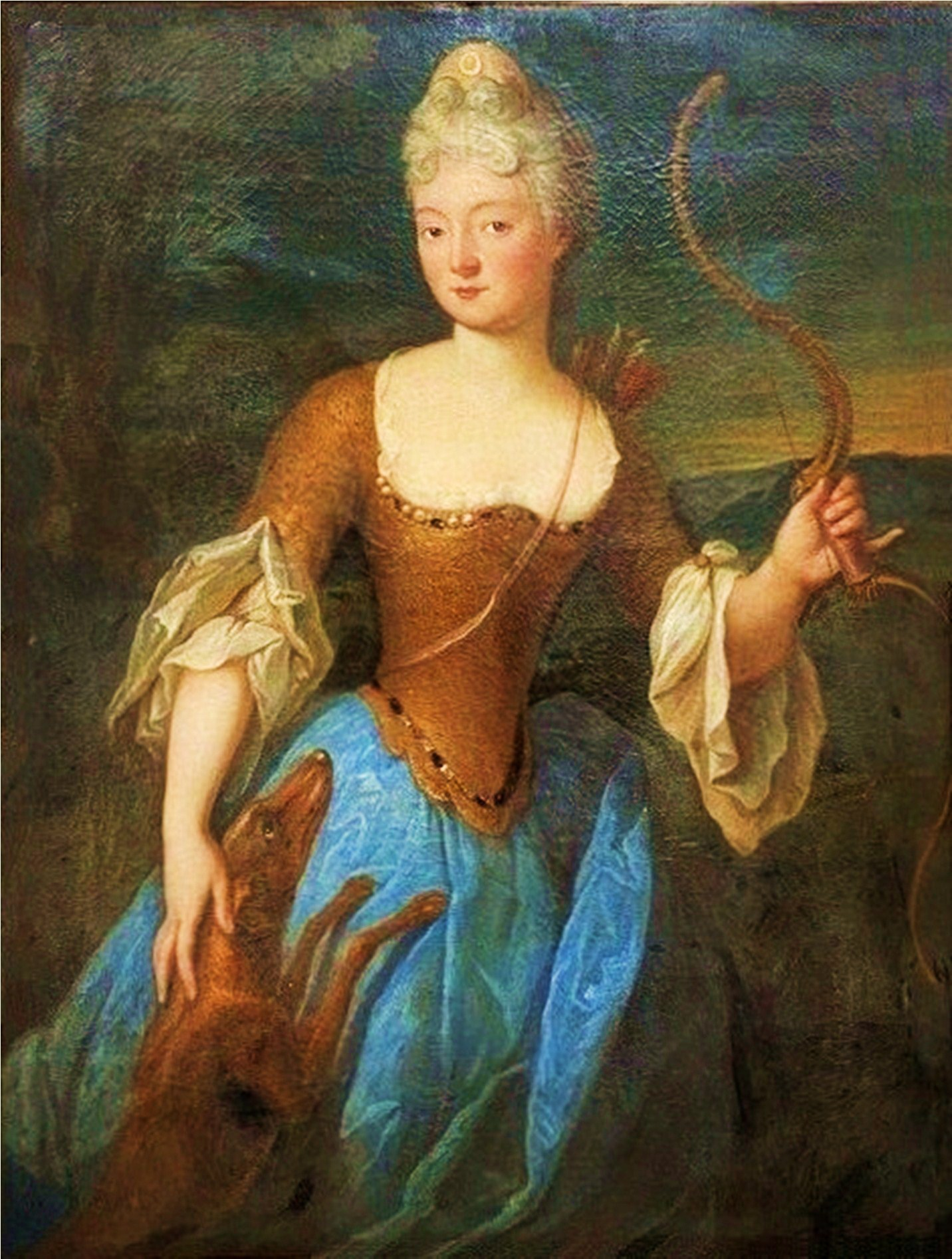
Porträt Manon Dancourt als Diana die Jägerin, um 1720. Anonymes Gemälde, Privatsammlung.

Als Tochter von Thérèse Dancourt und Dancourt spielte sie bereits 1695 eine Kinderrolle, die Espagnolette in dem Stück La Foire de Bezons, das von ihrem Vater geschrieben wurde. Die erste richtige Rolle an der Comédie-Française erhielt sie dann 1699. Bekannt ist lediglich noch ihre Rolle der Andria, in Michel Barons L'Andrienne im Jahr 1703, welche ihr Bühnenkostüm, die Contouche, weithin bekannt machte. In diese Zeit fällt auch ihre Hochzeit mit dem ehemaligen Marinekontrolleur Jean-Louis-Guillaume de Fontaine (1666–1714).
Obwohl Manon Dancourt keine gute Schauspielerin war, wurde sie 1699 trotzdem als Sociétaire de la Comédie-Française aufgenommen, sie also festes Ensemblemitglied wurde. Jedoch verließ sie die Comedie 1702.
Manon Dancourt bekam drei Töchter. 1706 kam Louise Marie Madeleine Fontaine auf die Welt und 1710 Marie-Anne-Louise Fontaine. Die dritte Tochter, Françoise-Thérèse Guillaume de Fontaine, erblickte 1712 das Licht der Welt. Die Vaterschaft wird allerdings nicht ihrem Mann, sondern dem Bankier Samuel Bernard zugeschrieben.